# 고창군의 국회의원

## 고창군의 역대 국회의원 일람
| 대수         | 이름           | 소속정당       | 임기                               | 선거구역                                                            |
| ------------ | -------------- | -------------- | ---------------------------------- | ------------------------------------------------------------------- |
| 제1대        | 김영동(金永東) | 무소속         | 1948년 5월 31일 ~ 1950년 5월 30일  | 고창군 갑: 고창면 고수면 무장면 공음면 상하면 성송면 대산면         |
| 제1대        | 백관수(白寬洙) | 한국민주당     | 1948년 5월 31일 ~ 1950년 5월 30일  | 고창군 을: 아산면 해리면 심원면 흥덕면 성내면 신림면 부안면(富安面) |
| 제2대        | 김수학(金秀學) | 무소속         | 1950년 5월 31일 ~ 1954년 5월 30일  | 고창군 갑: 고창면 고수면 무장면 공음면 상하면 성송면 대산면         |
| 제2대        | 신용욱(愼鏞頊) | 무소속         | 1950년 5월 31일 ~ 1954년 5월 30일  | 고창군 을: 아산면 해리면 심원면 흥덕면 성내면 신림면 부안면(富安面) |
| 제3대        | 정세환(鄭世煥) | 무소속         | 1954년 5월 31일 ~ 1958년 5월 30일  | 고창군 갑: 고창면 고수면 무장면 공음면 상하면 성송면 대산면         |
| 제3대        | 신용욱(愼鏞頊) | 자유당         | 1954년 5월 31일 ~ 1958년 5월 30일  | 고창군 을: 아산면 해리면 심원면 흥덕면 성내면 신림면 부안면         |
| 제4대        | 정세환(鄭世煥) | 무소속         | 1958년 5월 31일 ~ 1960년 7월 28일  | 고창군 갑: 고창면 고수면 무장면 공음면 상하면 성송면 대산면         |
| 제4대        | 홍순희(洪淳熙) | 민주당         | 1958년 5월 31일 ~ 1960년 7월 28일  | 고창군 을: 아산면 해리면 심원면 흥덕면 성내면 신림면 부안면         |
| 제5대 민의원 | 류진(柳津)     | 민주당         | 1960년 7월 29일 ~ 1961년 5월 16일  | 고창군 갑: 고창면 고수면 무장면 공음면 상하면 성송면 대산면         |
| 제5대 민의원 | 김상흠(金相欽) | 무소속         | 1960년 7월 29일 ~ 1961년 5월 16일  | 고창군 을: 아산면 해리면 심원면 흥덕면 성내면 신림면 부안면         |
| 제6대        | 김상흠(金相欽) | 민정당         | 1963년 12월 17일 ~ 1967년 6월 30일 | 고창군 일원                                                         |
| 제7대        | 신용남(愼鏞南) | 민주공화당     | 1967년 7월 1일 ~ 1971년 6월 30일   | 고창군 일원                                                         |
| 제7대        | 신용남(愼鏞南) | 대중당         | 1967년 7월 1일 ~ 1971년 6월 30일   | 고창군 일원                                                         |
| 제8대        | 진의종(陳懿鍾) | 신민당         | 1971년 7월 1일 ~ 1972년 10월 17일  | 고창군 일원(제10선거구)                                             |
| 제9대        | 이병옥(李炳玉) | 민주공화당     | 1973년 3월 12일 ~ 1979년 3월 11일  | 고창군·부안군 일원(제6선거구)                                       |
| 제9대        | 진의종(陳懿鍾) | 무소속         | 1973년 3월 12일 ~ 1979년 3월 11일  | 고창군·부안군 일원(제6선거구)                                       |
| 제10대       | 박용기(朴龍基) | 무소속         | 1979년 3월 12일 ~ 1980년 10월 27일 | 고창군·부안군 일원(제6선거구)                                       |
| 제10대       | 이호종(李昊鍾) | 민주공화당     | 1979년 3월 12일 ~ 1980년 10월 27일 | 고창군·부안군 일원(제6선거구)                                       |
| 제11대       | 진의종(陳懿鍾) | 민주정의당     | 1981년 4월 11일 ~ 1985년 4월 10일  | 정읍군·고창군 일원(제6선거구)                                       |
| 제11대       | 김원기(金元基) | 민주한국당     | 1981년 4월 11일 ~ 1985년 4월 10일  | 정읍군·고창군 일원(제6선거구)                                       |
| 제12대       | 전종천(全鐘千) | 민주정의당     | 1985년 4월 11일 ~ 1988년 5월 29일  | 정주시·정읍군·고창군 일원(제6선거구)                                |
| 제12대       | 유갑종(柳甲鐘) | 신민주당       | 1985년 4월 11일 ~ 1988년 5월 29일  | 정주시·정읍군·고창군 일원(제6선거구)                                |
| 제13대       | 정균환(鄭均桓) | 평화민주당     | 1988년 5월 30일 ~ 1992년 5월 29일  | 고창군 일원                                                         |
| 제14대       | 정균환(鄭均桓) | 민주당         | 1992년 5월 30일 ~ 1996년 5월 29일  | 고창군 일원                                                         |
| 제15대       | 정균환(鄭均桓) | 새정치국민회의 | 1996년 5월 30일 ~ 2000년 5월 29일  | 고창군 일원                                                         |
| 제16대       | 정균환(鄭均桓) | 새천년민주당   | 2000년 5월 30일 ~ 2004년 5월 29일  | 고창군·부안군 일원                                                  |
| 제17대       | 김춘진(金椿鎭) | 열린우리당     | 2004년 5월 30일 ~ 2008년 5월 29일  | 고창군·부안군 일원                                                  |
| 제18대       | 김춘진(金椿鎭) | 통합민주당     | 2008년 5월 30일 ~ 2012년 5월 29일  | 고창군·부안군 일원                                                  |
| 제19대       | 김춘진(金椿鎭) | 민주통합당     | 2012년 5월 30일 ~ 2016년 5월 29일  | 고창군·부안군 일원                                                  |
| 제20대       | 유성엽(柳成葉) | 국민의당       | 2016년 5월 30일 ~ 2020년 5월 29일  | 정읍시·고창군 일원                                                  |
| 제21대       | 윤준병(尹準炳) | 더불어민주당   | 2020년 5월 30일 ~ 2024년 5월 29일  | 정읍시·고창군 일원                                                  |
| 제22대       | 윤준병(尹準炳) | 더불어민주당   | 2024년 5월 30일 ~                  | 정읍시·고창군 일원                                                  |

## 같이 보기
- 부안군의 국회의원
- 김제시의 국회의원
- 전주시의 국회의원
- 익산시의 국회의원
- 군산시의 국회의원
- 정읍시의 국회의원
- 고창군 (1988년 선거구)
- 고창군·부안군
- 정읍시·고창군